# Estándar Común de Reporte
El Estándar Común de Comunicación o Estándar Común de Reporte (ECR) conocido por su siglas en inglés (CRS) de Common Reporting Standard es el modelo aprobado de intercambio automático de información financiera entre países con finalidad tributaria, que se basa en el Acuerdo Multilateral de Autoridades Competentes sobre Intercambio Automático de Información de Cuentas Financieras aprobado en octubre de 2014.  
Este mecanismo se materializa en la obligación de las instituciones de los países acogidos al Acuerdo, de cumplimentar un formulario que identifique la residencia fiscal de las personas que ostenten la titularidad o el control de cuentas financieras. Posteriormente esta información obtenida por las autoridades fiscales de un país es intercambiada automáticamente con los demás acogidos al Acuerdo.

## Antecedentes
El intercambio internacional de información en materia financiera constituye uno de los instrumentos más poderosos para que las Administraciones tributarias verifiquen el correcto cumplimiento de las obligaciones fiscales de los contribuyentes, como han venido reconociendo las distintas Administraciones comprometidas en la lucha contra el fraude fiscal y la Organización para la Cooperación y el Desarrollo Económicos (OCDE).
El Common Reporting Standard (CRS), desarrollado en respuesta a la solicitud del G20 y aprobado por el Consejo de la OCDE el 15 de julio de 2014, hace una llamada a las jurisdicciones para obtener información de sus instituciones financieras e intercambiar automáticamente esa información con otras jurisdicciones anualmente. Establece la información de la cuenta financiera que se intercambiará, las instituciones financieras que deben informar, los diferentes tipos de cuentas y contribuyentes cubiertos, así como los procedimientos comunes de diligencia debida que deben seguir las instituciones financieras. (OCDE).
A partir de las iniciativas que supusieron el acuerdo intergubernamental para la mejora del cumplimiento fiscal internacional y sobre todo la Ley de Cumplimiento Tributario de Cuentas Extranjeras (FATCA) aprobada en Estados Unidos en 2010, algunos países mostraron su intención de extender el intercambio automático de información al mayor número posible de países o jurisdicciones. La OCDE asumió esta iniciativa para promover una norma única internacional para el intercambio automático de información fiscal sobre cuentas financieras y elaborar un proyecto piloto común de carácter multilateral, automático y estandarizado.
A principios de 2014, la OCDE publicó el Modelo de Acuerdo para la Autoridad Competente y el Estándar común de comunicación de información (CRS). El 29 de octubre de 2014, 51 países y jurisdicciones firmaron en Berlín el Acuerdo Multilateral de Autoridades Competentes sobre Intercambio Automático de Información de Cuentas Financieras.
En el ámbito de la Unión Europea, se aprobó la Directiva 2014/107/UE del Consejo, de 9 de diciembre de 2014, con objeto de ampliar a las cuentas financieras el ámbito del intercambio automático de información entre los Estados miembros, de forma compatible y coordinada con el Estándar común de comunicación de información (CRS) elaborado por la OCDE. Esta Directiva modificó la Directiva 2011/16/UE por lo que se refiere a la obligatoriedad del intercambio automático de información en el ámbito de la fiscalidad.
El CRS es así el modelo que contiene las normas de comunicación de información a la Administración tributaria sobre cuentas financieras y los procedimientos de diligencia debida que deben aplicar las instituciones financieras para la obtención de dicha información, para que, a su vez, la Administración tributaria pueda intercambiar esa información recibida, de forma automática, con la Administración correspondiente del país o jurisdicción de residencia fiscal de las personas que ostenten la titularidad o el control de la cuenta financiera.

## Fundamento
En un entorno en el que la globalización de servicios financieros permite abrir fácilmente cuentas bancarias en instituciones financieras de otros países a través de Internet, pero en el que las fronteras entre países siguen operando como estancos de información fiscal para las autoridades públicas. El mecanismo de intercambio automático de información entre países permite que las Administraciones tributarias de los países adheridos dispongan de forma periódica de información fiscal de las inversiones 
o posiciones de sus contribuyentes en entidades financieras situadas  en  el extranjero. El sistema pretende sustituir a los mecanismos de comunicación de información intergubernamental, vigentes hasta entonces y que se han demostrado claramente ineficaces, que se basaban en la petición rogada de los Estados que se incluye en las cláusulas de intercambio de información de los convenios para evitar la doble imposición firmados por los países.

## Entrada en vigor
El sistema CRS se efectúa a través del modelo 289 y la primera declaración se presentó antes del 31 de mayo de 2017, con todos los saldos y pagos efectuados en cuentas de residentes fiscales en países con los que se haya determinado el intercambio automático de información. En CRS, a diferencia de las obligaciones FATCA, no existió un proceso progresivo de entrada en vigor de la información que debía ser reportada, por lo que la primera declaración ya incluyó toda la información requerida. La norma CRS implica para las entidades financieras     un salto cuantitativo y cualitativo respecto de FATCA, ya que requiere la automatización de procesos de información.

## España
En España, este mecanismo se adoptó legalmente mediante el Real Decreto 1021/2015, de 13 de noviembre, por el que se establece la obligación de identificar la residencia fiscal de las personas que ostenten la titularidad o el control de determinadas cuentas financieras y de informar acerca de las mismas en el ámbito de la asistencia mutua.